# Balín (Editorial Maga)
Balín va ser un quadern d'aventures, obra del guionista Pedro Quesada i del dibuixant José Ortiz, que va ser publicat el 1955 per la valenciana Editorial Maga, comptant amb 30 números.

## Argument
La sèrie s'ambienta en plena Revolució Francesa, sent el seu protagonista un nen, de nom Jorgito, que es veu obligat a enrolar-se en la Guàrdia Nacional i intenta sabotejar-la des de dins.
Valoració; "Balín" presenta una visió molt negativa de la Revolució Francesa, heretada d'obres com a Història de dues ciutats o Les dues òrfenes. Enalteix, d'altra banda, el valor infantil, com cap altra sèrie de l'editorial.